# Trichomyia
Trichomyia é um género de moscas pertencente à família Psychodidae.
Este género possui distribuição cosmopolita.

## Espécies
Espécies (lista incompleta):
- Trichomyia acanthostylis Quate, 1996
- Trichomyia amazonensis
- Trichomyia ancyropenis Duckhouse, 1978